# Буроголовая аратинга
Буроголовая аратинга (лат. Aratinga weddellii) — птица семейства попугаевых. Видовое название дано в честь британского ботаника Хью Ведделя (1819—1877).

## Внешний вид
Небольшие попугаи длиной 14 см и весом 90—110 граммов. Основная окраска оперения зелёная, головы — серовато-коричневая. Ноги серые. Самец чуть покрупнее самки.

## Распространение
Обитает в Колумбии, Эквадоре, Перу, Боливии в бассейне Амазонки.

## Образ жизни
О жизни этих попугаев очень мало информации. В природных условиях заселяет засушливые районы с кактусовой растительностью. Живут парами или стаями от 3 до 8 птиц. Питаются фруктами, семенами, и цветами, а также личинками насекомых.

## Размножение
В кладке от 3 до 5 яиц. Период насиживания длится 25 дней. Оперяются птенцы примерно к 2-месячному возрасту.

## Содержание
В Европу завезли лишь в середине XX века.